# 물랭 루주

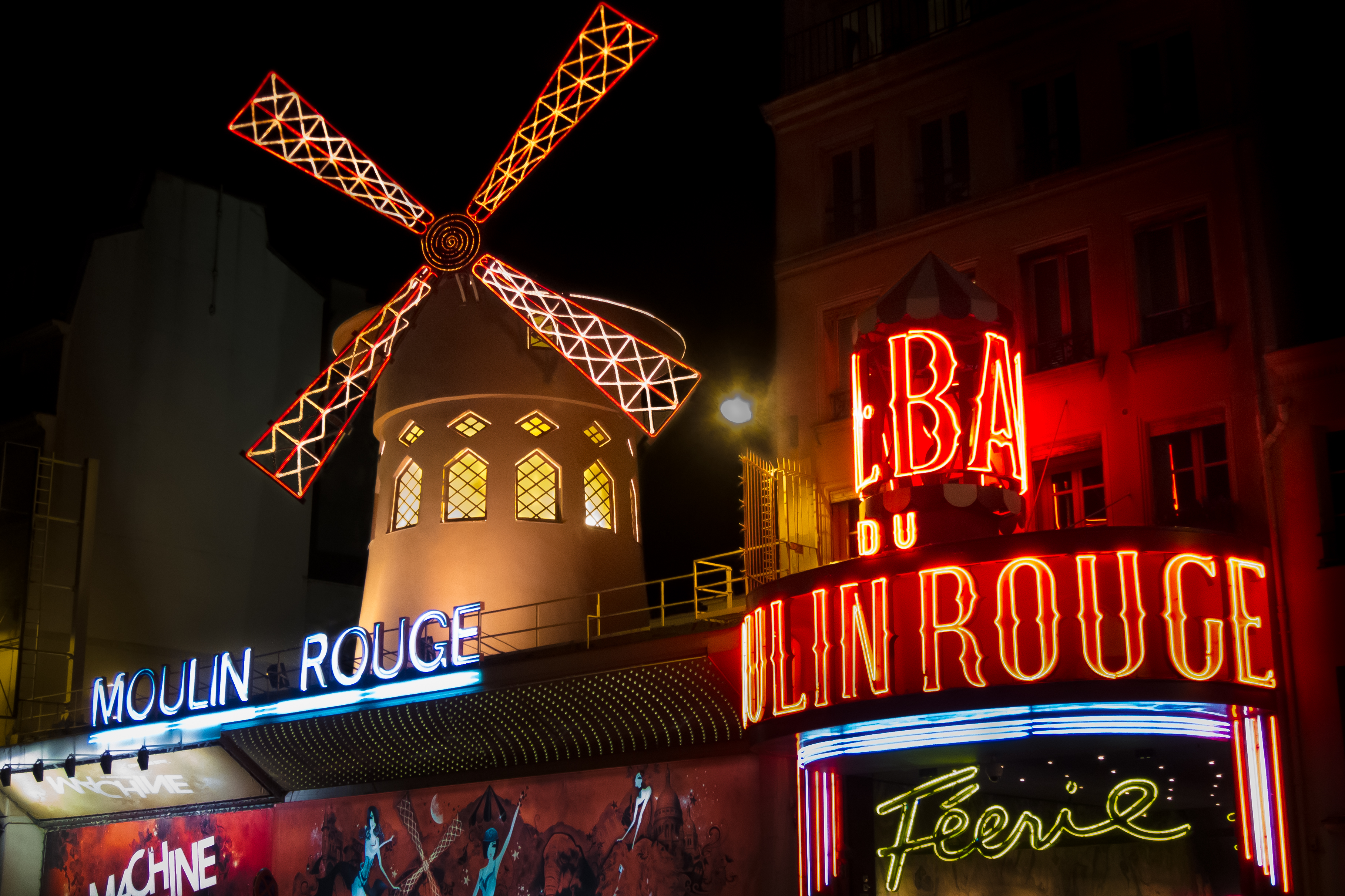
밤의 물랭 루주.

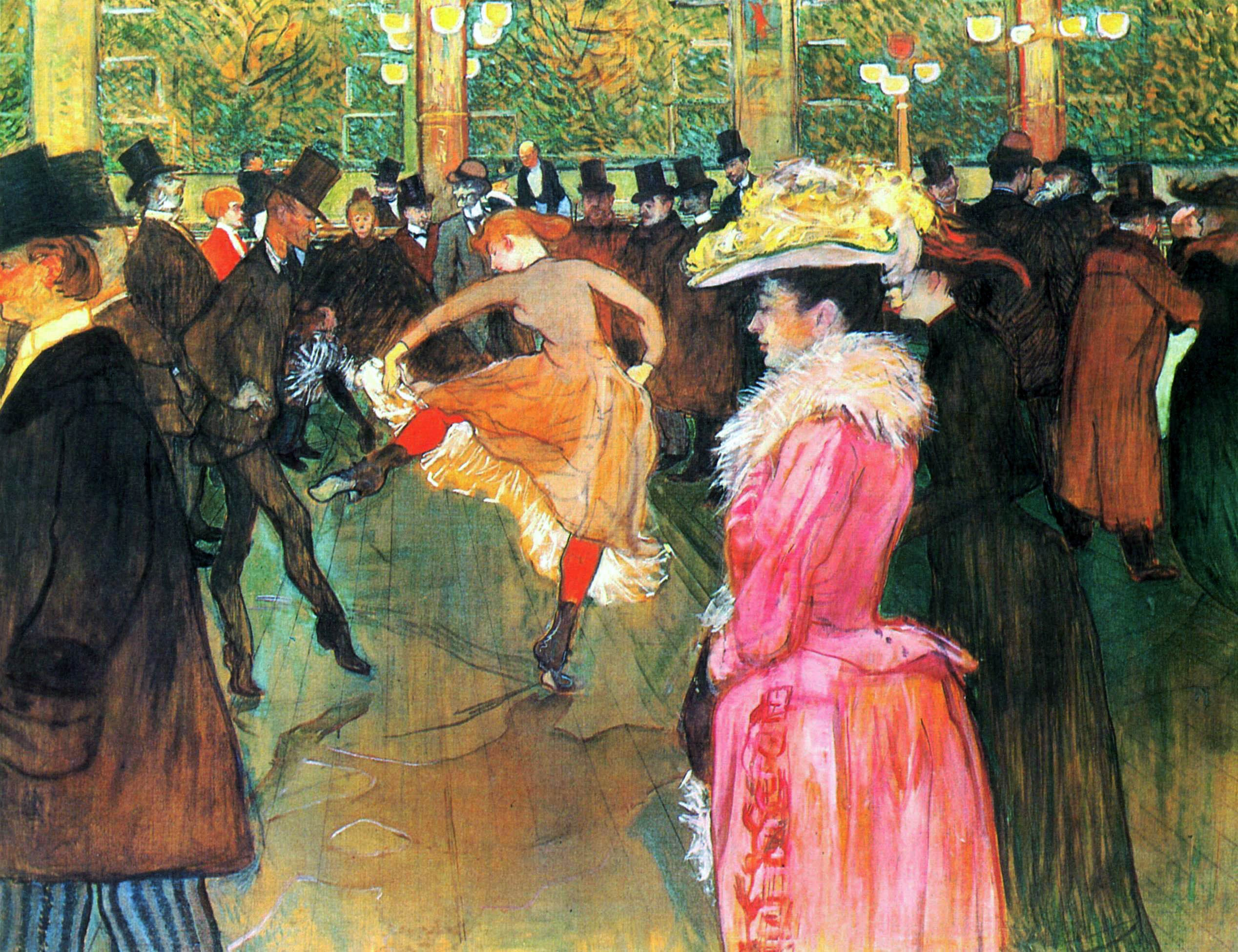
툴루즈 로트렉이 그린 물랭 루주의 포스터.

물랭 루주(프랑스어: Moulin Rouge; 빨간 풍차)는 1889년에 만들어진 파리 몽마르트르에 있는 카바레이다. ‘빨간 풍차’라는 뜻의 이름은 건물 옥상에 있는 빨간 풍차 장식 때문에 붙여졌다. 물랭 루주는 프랑스 근대 유흥 문화의 상징으로 여겨지며, 지금까지 많은 관광객들이 찾는 관광 명소가 되었다.

## 영향
라 굴뤼, 조세핀 베이커, 프랭크 시나트라, 이베트 길베르, 잔느 아브릴, 에디트 피아프 등이 활동했으며, 후기 인상파 화가였던 툴루즈 로트렉이 자신의 작품 소재로 삼기도 했다.

### 관련 음악
최근 2013년 7월에 발표된 대한민국의 걸 그룹 씨스타의 2집인 "Give it to me"에서 이 곳의 분위기를 따서 뮤직비디오를 촬영하였다.

### 관련 영화
물랭 루주를 소재로 하고 제목이 《물랭 루주》인 영화는 1928년, 1934년, 1939년, 1944년, 1952년, 2001년에 각각 만들어졌으며, 그중 1952년작《물랭 루주》와 2001년작《물랑 루즈》는 아카데미 작품상 후보로 지명되었으나 둘 다 수상하지는 못했다.

#### 목록
- 1928년
- 1934년
- 1939년
- 1944년
- 1952년
- 2001년